# 고스트 독
《고스트 독》(영어: Ghost Dog: The Way of the Samurai)는 1999년에 개봉한 미국의 범죄 드라마 영화이다. 짐 자머시가 감독, 제작, 각본을 맡았다.

## 출연진
- 포리스트 휘터커 - “고스트 도그” 역
- 헨리 실바 - 레이 바고 역
- 클리프 고먼 - 서니 벌레리오 역
- 이자크 드방콜레 - 레이먼드(레몽) 역
- 존 토미 - 루이 보너첼리 역
- 커밀 윈부시 - 펄린 역
- 트리샤 베시 - 루이즈 바고 역
- 리처드 포트노 - 프랭크 “핸섬 프랭크” 역
- 빅터 아고 - 비니 역
- 비니 벨라 - 새미 “더 스네이크” 역
- 조 리가노 - 조 “래그스” 역
- 프랭크 미누치 - 앤절로 “빅 앤지” 역
- 빈스 비버리토 - 조니 모리니 역
- 프랭크 어도니스 - 벌레리오의 경호원 역
- RZA - “위장한 사무라이” 역
- 게리 파머 - “노보디” 역
- 제이미 헥터 - “붉은 옷을 입은 깡패” 역

## 우리말 녹음
SBS 성우진 (2006년 11월 26일)
- 성완경 - 고스트 도그(포리스트 휘터커)
- 장광 - 루이(존 토미)
- 한규희 - 서니(클리프 고먼)
- 송두석 - 바고(헨리 실바)
- 조동희 - 조(조지프 리가노)
- 한상혁 - 조니(빈스 비버리토)
- 성창수 - 새미(비니 벨라)
- 황윤걸 - 비니(빅터 아고)
- 변종필 - 앤절로(프랭크 미누치)
- 김승태 - 보디가드(프랭크 어도니스)
- 김용준 - 프랭크(리처드 포트노)
- 김서영 - 펄린(커밀 윈부시)
- 양정화 - 루이즈(트리샤 베시)